# Lista över svenska riksbibliotekarier
Riksbibliotekarien är chef för Kungliga biblioteket.
Sedan 1910 kallas posten för riksbibliotekarie. 1877–1909 var titeln överbibliotekarie och dessförinnan (chef/) kunglig bibliotekarie. 

## Befattningshavare
- 1595 – En vakt av det kungliga biblioteket tillsätts.

### Kungliga bibliotekarier
- 1611–1634 – Johannes Bureus
- 1634–1647 – Lars Fornelius
- 1647–1651 – Johann Freinsheim
- 1651–1652 – Isaac Vossius
- 1652–1655 – Gabriel Naudé
- 1655–1659 – Christian Ravius

- 1661–1680 Är den så kallade inspektoratstiden. Kungliga biblioteket styrdes då av en inspektor. Under denna period var de nedanstående personerna så kallade underbibliotekarier.
- 1661–? –  Emund Gripenhielm (inspektor)
- 1663–1665 – Andreas Petri Lothigius
- 1665–1669 – Johan Pontinus
- 1669–1672 – Pehr Widekindi
- 1672–1675 – Gabriel Tilaceus
- 1675–1679 – Jonas Drysander
- 1679–1695 – Johan Falck
- 1695–1702 – Johan Jacob Jaches
- 1703–1710 – Gustaf Peringer Liljeblad
- 1712–1715 – Johan Brauner
- 1715–1721 – Carl Odelström
- 1724–1732 – Henrik Brenner
- 1732–1737 – Gustaf Benzelstierna
- 1737–1755 – Olof von Dalin
- 1755–1758 – Magnus von Celse
- 1758–1795 – Anders Wilde
- 1795–1811 – Pehr Malmström (osäker uppgift, kanske från 1796–1812?)
- 1811–1825 – Jacob Björkegren (osäker uppgift, kanske från 1813?)
- 1811–1843 – Per Adam Wallmark
- 1843–1858 – Adolf Ivar Arwidsson
- 1858–1865 – Johan Erik Rydqvist
- 1865–1877 – Gustaf Edvard Klemming (tillförordnad chef 1860)

### Överbibliotekarier
- 1877–1890 – Gustaf Edvard Klemming (jämför ovan)
- 1890–1903 – Carl Snoilsky
- 1903–1909 – Erik Wilhelm Dahlgren

### Riksbibliotekarier
- 1910–1916 – Erik Wilhelm Dahlgren (jämför ovan)
- 1916–1940 – Isak Collijn
- 1940–1952 – Oscar Wieselgren
- 1952–1977 – Uno Willers
- 1977–1988 – Lars Tynell
- 1988–1994 – Birgit Antonsson
- 1994-1995 – Folke Sandgren (tillförordnad) [1]
- 1995–2003 – Tomas Lidman
- 2003–2012 – Gunnar Sahlin
- 2012–2019 – Gunilla Herdenberg
- 2019– Karin Grönvall[2]